# YKK Group
YKK Group (z angličtiny: Yoshida Kōgyō Kabushikigaisha Group) je světově uznávaná společnost vyrábějící zipy, patentky a knoflíky. V poslední době se angažuje i v dalších odvětvích.

## Historie

### Období od roku 1934–1990
Společnost byla založena v lednu roku 1934 v Tokiu. Společnost se od začátku zabývala ruční výrobou zipů, patentek a knoflíků. S krizí během druhé světové války, kdy hlavní továrna vyhořela, přišla i změna výroby na částečně automatizovanou. V roce 1946 byla registrována obchodní značka YKK.

### Současnost
Společnost YKK v 90. letech expandovala na trhy v USA, Kanadě a Novém Zélandu. V současnosti už YKK není jedna společnost, ale skupina společností s více než 40 000 zaměstnanci, působící na 71 světových trzích a zabývající se výrobou zipů, dalších spojovacích materiálů a dále například i průmyslových strojů či architektonických prvků z hliníku.

#### Fixace cen
V roce 2007 byla společnosti YKK udělena pokuta 328,6 milionu eur za kartelovou dohodu při stanovování cen. V rámci dohody byl domluven růst cen, fixace minimálních cen a rozdělení zákazníků.